# David Zilberman

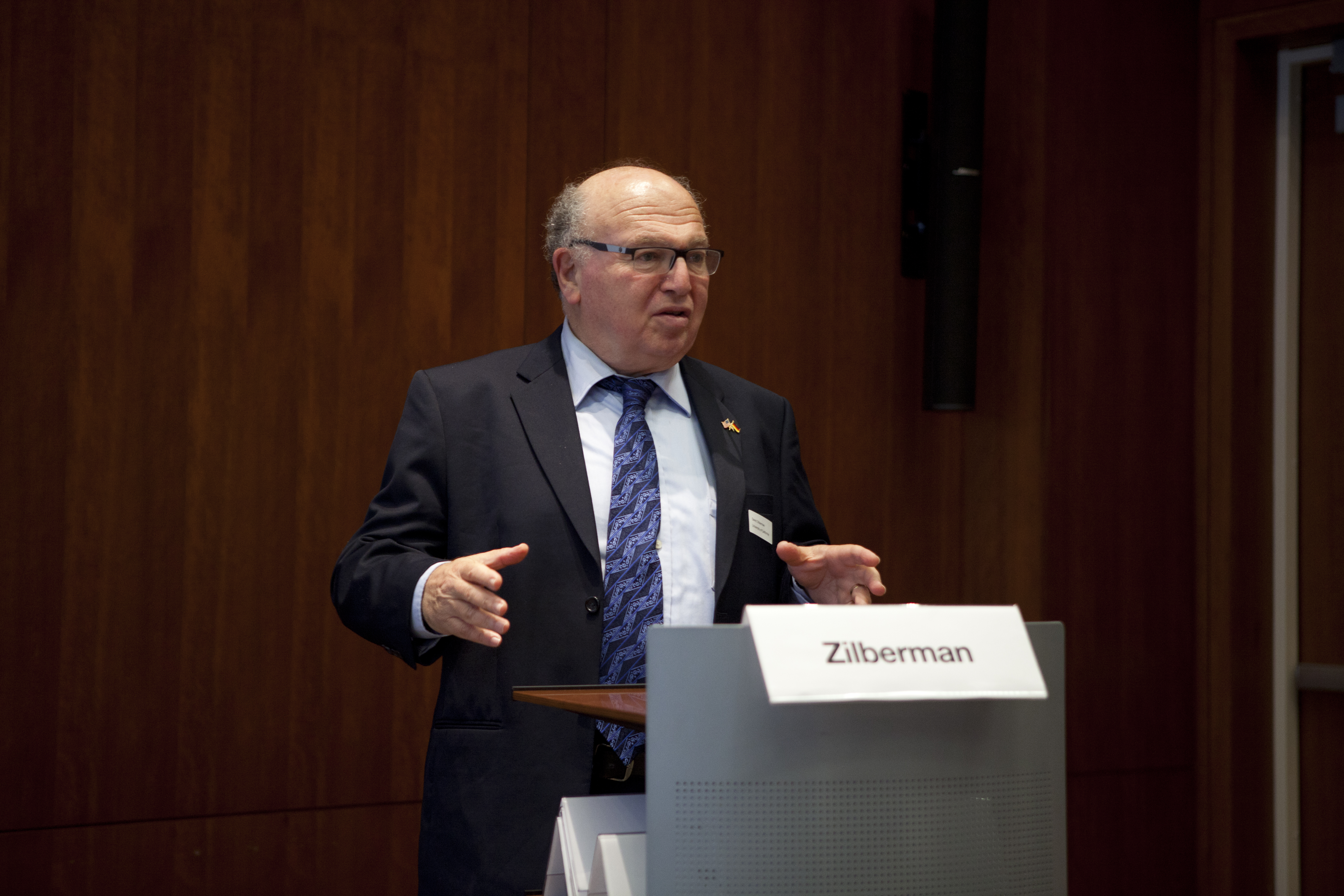
David Zilberman

David Zilberman (* 9. Mai 1947 in Jerusalem) ist ein israelisch-amerikanischer Wirtschaftswissenschaftler. Er ist Professor für Agrarökonomie an der University of California, Berkeley.
David Zilberman studierte Wirtschaftswissenschaften und Statistik an der Universität Tel Aviv (B.A., 1971). Er promovierte 1979 in Agrar- und Ressourcenökonomie in Berkeley. Seitdem ist er Professor in Berkeley. Zilbermans Forschungsinteressen sind Agrar- und Ernährungspolitik, Technischer Fortschritt, Umwelt- und Ressourcenökonomie sowie Mikroökonomie. Für 2019 erhielt er den Wolf-Preis für Agrarwissenschaft. Ebenfalls 2019 wurde Zilberman in die National Academy of Sciences gewählt.